# Suore cistercensi della carità
Le Suore Cistercensi della Carità sono un istituto religioso femminile di diritto pontificio: i membri di questa congregazione pospongono al loro nome la sigla S.C.C.

## Storia
La terziaria domenicana Claudia De Angelis (1675-1715), in religione suor Claudia della Croce, constatando la situazione di abbandono in cui viveva la gioventù femminile, volle provvedere alla sua educazione. A questo scopo il 25 maggio 1709 aprì ad Anagni la "Scuola pia della carità" e riunì una comunità di ragazze per occuparsene; dapprima in locali di fortuna, la sede venne poi collocata nel complesso di case adiacenti alla chiesa dei Santi Cosma e Damiano: ottenuta anche la stessa chiesa in enfiteusi perpetua, tutto il complesso venne riedificato a partire dalle nuove esigenze e, in un secondo momento, venne acquistato anche il pregevole edificio passato alla storia col nome di Palazzo di Bonifacio VIII.
Gli originali statuti, redatti dall'abate Giovanni Marangoni, prevedevano che le "maestre pie" vivessero in comunità pur non essendo tenute a una stretta clausura e che osservassero i consigli evangelici di povertà, obbedienza e castità ma senza voti.
Il 23 giugno 1728 la comunità anagnina fu aggregata alla congregazione di San Bernardo dell'ordine cistercense: le maestre pie assunsero il nome di "Oblate cistercensi", adottarono il rituale e l'abito bianco e nero di quell'ordine e, nel 1731, iniziarono ad emettere i voti semplici.
L'istituto  - per secoli costituito dalla sola casa madre di Anagni -  fu eretto in congregazione religiosa di diritto diocesano da Giovanni Battista Piasentini, vescovo di Anagni, il 18 settembre 1949. Da quest'anno iniziò la sua diffusione, aprendo case soprattutto nell'Italia del nord, nel Lazio e in Puglia. Nel 1986 la S. Sede riconobbe all'istituto lo status di congregazione di diritto pontificio. A partire poi dal 1991 la congregazione si estese nell'America del sud e  nell'Africa.

## Attività e diffusione
Le Suore Cistercensi della Carità gestiscono soprattutto scuole dell'infanzia e si dedicano alla pastorale giovanile e parrocchiale.
Oltre che in Italia, la congregazione opera in Brasile e Uganda; la sede generalizia è ad Anagni.
Alla fine del 2008 l'istituto contava 45 religiose in 7 case.